# Гуапоре (річка)
Гуапоре́ (порт. Rio Guaporé) або Іте́нес (ісп. Río Iténez) — річка на заході Бразилії та на кордоні Бразилії з Болівією, права притока річки Маморе, басейну річок Мадейра → Амазонка.
Починається в бразильському штаті Мату-Гросу за 150 км на північний схід від міста Понтіс-і-Ласерда. У верхів'ях тече на захід близько 120 км, де біля міста Віла-Бела-ді-Сантісіма-Трінідіджі до неї вливається річка Ріо-Алегре. Потім Гуапоре повертає північніше, та протягом 180 км служить кордоном бразильських штатів Мату-Гросу і Рондонія та болівійських департаментів Санта-Крус і Бені. Вливається в річку Маморе біля міста Сорпреса. Довжина річки становить 1 530 км, за іншими даними — 1 749 км. Площа басейну — 266 460 км². Середньорічний стік — 1 530 м³/с.

## ГЕС
На річці розташовано ГЕС Гуапоре.